# Juan Federico Phélypeaux

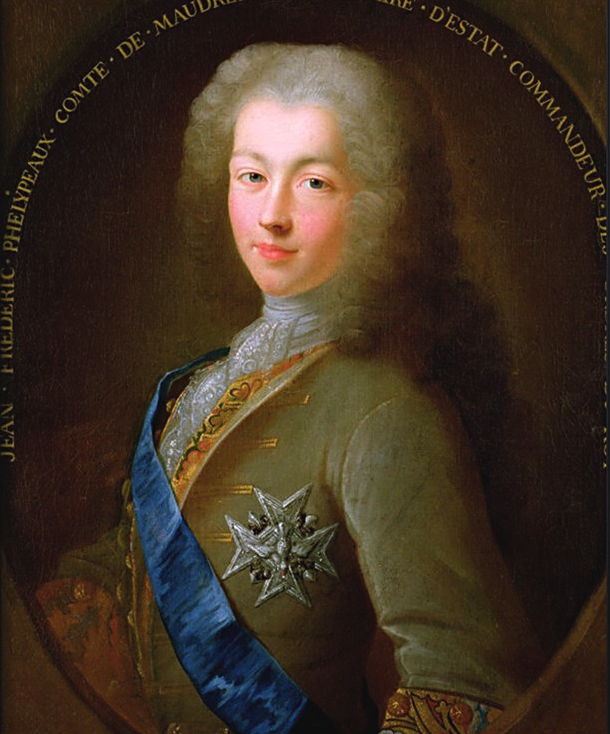
Juan Federico Phélypeaux.

Juan Federico Phélypeaux (en francés: Jean-Frédéric Phélypeaux), conde de Maurepas, (Versalles, 9 de julio de 1701-Ibidem, 21 de noviembre de 1781), fue un hombre de estado francés. Ejerció como secretario de Estado de Luis XV y, posteriormente, como ministro de Luis XVI desde la subida al trono de este último hasta 1781.

## Primeros años de vida
Fue hijo de Jerónimo Phélypeaux, conde de Pontchartrain, Secretario de Estado de la marina, y de la Casa de Rey, y de Leonora Cristina de La Rochefoucauld de Roye.
Maurepas estaba dotado de una inteligencia viva y de una gran finura, pero era frívolo y egoísta, así como lo señala por ejemplo, Madame de Tencin. Irónico, corrosivo, o incluso gracioso, ¿no era lo que se llama malévolo?, escrito por el barón de Besenval, sino que se resistía al placer de una ocurrencia. De figura banal y de pequeña estatura, intentaba compensar la mediocridad de constitución física con el cuidado de su porte y una asignación de tiesura y gravedad. Si no era muy cultivado, estaba dotaba de una memoria extraordinaria y de un verdadero talento para la conversación. Intuitivo, tenía sobre los hombres un juicio seguro, pero él mismo carecía a menudo de tesón.

## Vida pública

### Secretario de Estado de Luis XV (1718-1749)
Con sólo catorce años y medio, sucedió, en el cargo de Casa de Rey a su padre, que había dimitido en su favor para retirarse. El marqués el Vrillière se encargó de administrar el departamento haciéndolo al mismo tiempo de la educación joven, que se convirtió en su yerno, casando el 19 de marzo de 1718 su hija María-Jeanne Phélypeaux el Vrillière (1704-1793).
Maurepas asumió en definitiva sus funciones de la Casa del Rey, con supervisión de los asuntos del Clero y París en 1718, a la edad de diecisiete años. Pasó a ser también Secretario de Estado de la Marina en 16 de agosto de 1723, en lugar de Fleuriau de Morville, nombrado en Asuntos Exteriores en sustitución el cardenal Dubois quién acababa de morir. Permaneciendo hasta el 23 de abril de 1749.
Con su espíritu, supo volverse agradable a Luis XV, que el trabajo ministerial le aburría. Auténticamente interesado por las cuestiones científicas, hizo trabajar los mejores espíritus para mejorar las técnicas de navegación y de construcción naval. Para el resto, fue borrado un Ministro más bien, pegando marcas de longevidad, de las que la carrera sobre todo se caracterizó por sus dificultades con las amantes del Rey, colocadas por la Sra. de Tencin que, por razones políticas, lo odiaba también.
Fue en primer lugar Madame de Chateauroux, quien lo odiaba y lo llamaba el conde de Faquinet. Caído enfermo a Metz, Luis XV la había devuelto en un acceso de devoción, pero volvió a entablar con ella una vez restablecido y fue Maurepas que se encargó de establecerle la carta del Rey que se lo anunciaba. La duquesa se proponía hacerlo devolver sin demora, pero no tuvo el ocio ya que se murió poco después el 8 de diciembre de 1744, coincidencia que llevó algunos a hablar - aunque fue bien increíble - de veneno.
Con Madame de Pompadour, las dificultades vinieron por el temperamento jocoso de Maurepas, que le animaba a reproducir los libelos divulgados contra la favorita. Encargado de perseguir a dichos calumniadores, se le acusaba de buscarlos con poco celo, o incluso de ser él mismo el autor de algunas composiciones.

### La Desgracia (1749-1774)
Una de estas acusaciones fue finalmente considerada de especial gravedad. En 1749, Maurepas fue desterrado a cuarenta leguas de París al serle atribuido un juego de palabras en el que insinuaba una posible enfermedad venérea contraída por Pompadour. Su cese, ocurrido el 24 de abril, tuvo una gran resonancia social.
Acudió en primer lugar a Bourges, cuyo cardenal arzobispo de La Rochefoucauld era su primo, instalándose en un pequeño pabellón dependiente del palacio arzobispal. Allí entabló amistad con el abad de Véri, entonces gran vicario. Más tarde, en 1752, se mudó a su castillo de Pontchartrain. Por fin, dado que en 1756 se conmutó el exilio por una simple prohibición de comparecer en la Corte, alternó estancias entre esta campiña y París.
El puesto de ministro exiliado, escrito agradablemente Edgar Faure, era donde Maurepas podía desplegar mejor sus seductoras cualidades. Hubo una larga y brillante carrera. (La desgracia de Turgot, 1973, pp. 21-22) Dotado con una extensa fortuna, sabiendo recibir agradablemente, el conde y la condesa de Maurepas recibían, en su exilio, numerosas visitas. Maurepas mantenía una abundante correspondencia con el personal político, los científicos y los literatos, que lo consultaban sobre todos los asuntos importantes de su tiempo.

### Ministro de Estado de Luis XVI (1774-1781)
Veinticinco años más tarde, al acceder Luis XVI, Maurepas llegó a ser ministro de Estado en mayo de 1774. No se le nombró formalmente como primer ministro pero ejerció las labores del título y tuvo la presidencia del Consejo. Él mismo se presentaba como el mentor del joven rey. 
El conde de Maurepas a partir del primer cuarto de hora de su instalación tuvo el aire de ocupar un lugar que nunca había dejado. Hizo nombrar a Turgot controlador general de las finanzas, Lamoignon-Malesherbes en la Casa del Rey, tuvo en cuenta al príncipe de Montbarrey en el Ministerio de la guerra, y a Vergennes como ministro de Asuntos Exteriores.
Al principio de su nombramiento, cometió el error de restaurar a los Parlamentos, que habían sido suspendidos por Maupeou, volviendo a poner en la silla al peor enemigo del poder real. Celoso de su ascendiente sobre Luis XVI, intrigó contra Turgot del que la desgracia en 1776 se siguió después de seis meses de desórdenes por el nombramiento de Necker. 